# Liste des sites Ramsar au Liechtenstein
Cet article recense les zones humides du Liechtenstein concernées par la convention de Ramsar.

## Statistiques
La convention de Ramsar est entrée en vigueur au Liechtenstein le 6 décembre 1991.
En janvier 2020, le pays compte 1 sites Ramsar, couvrant une superficie de 1,01 km2 (soit environ 0.6% du territoire du pays).

## Liste
| Site           | Commune | Notes | Date        | Superficie (km²) | Altitude (m) | Identifiant Ramsar | Identifiant WDPA | Coordonnées                      | Photo |
| -------------- | ------- | ----- | ----------- | ---------------- | ------------ | ------------------ | ---------------- | -------------------------------- | ----- |
| Ruggeller Riet | Ruggell |       | 6 août 1991 | 1,01             | 430          | 529                | 68093            | 47° 15′ 18″ nord, 9° 32′ 56″ est |       |